# Mount Gardiner (British Columbia)
Der Mount Gardiner ist ein 2406 m hoher Berg mit einer Schartenhöhe von 176 m im Südwesten der kanadischen Provinz British Columbia, im Squamish-Lillooet Regional District.

## Geographie
Der Mount Gardiner liegt in der Cayoosh Range, einem Teil der Lillooet Ranges, 17 km nordöstlich von Pemberton, unmittelbar westlich des Place Glacier und 1,8 km nördlich des Mount Oleg (2587 m), des nächsthöheren Berges. Die Abflüsse der Niederschläge vom Berg fließen in Zuflüsse des Fraser River.

## Geschichte
Der Berg wurde nach William und Henry Gardiner benannt, frühen Siedlern, die Bauern in Pemberton Meadows waren. Das Toponym wurde am 11. Juni  1979 vom Geographical Names Board of Canada offiziell anerkannt.

## Klima
In Bezug auf die Klimaklassifikation nach Köppen und Geiger herrscht am Gipfel des Mount Gardiner ein subarktisches Klima. Die meisten Wetterfronten stammen vom Pazifik und bewegen sich ostwärts auf die Coast Mountains zu, wo sie durch die Berge zum  Aufsteigen (Windstau) gezwungen werden, was wiederum dazu führt, dass die enthaltene Feuchtigkeit in Form von Regen oder Schnee abgegeben wird. Im Ergebnis führt das zu hohen Niederschlägen in den Coast Mountains, insbesondere zu starken Schneefällen im Winter. Die Temperaturen können unter −20 °C fallen, unter Berücksichtigung von Windchill-Einfluss unter −30 °C. Die Monate Juli bis September bieten die besten Wetterbedingungen für einen Aufstieg.

## Kletterrouten
Am Mount Gardiner sind folgende Kletterrouten etabliert:
- über den Südgrat
- über den Nordostgrat – YDS-Klasse 3